# Temple protestant du Vésinet
Le temple protestant du Vésinet est un édifice religieux situé 1 route du Grand Pont dans la commune de Le Vésinet, dans les Yvelines. La paroisse est membre de l'Église protestante unie de France.

## Histoire

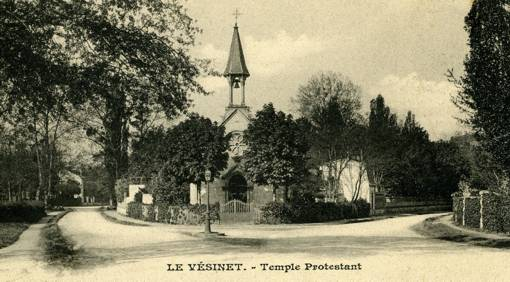
Temple réformé du Vésinet au début du XXe siècle.

À partir de 1872, des protestants du Vésinet louent une salle au 20 rue de l'église au Vésinet (actuelle rue du maréchal Foch) pour célébrer leur culte.
Un terrain est acheté en 1880, à proximité du lac de Croissy. Il est financé par des dons protestants des communes voisines et par le compositeur Camille Saint-Saëns, résident à Saint-Germain-en-Laye et familier du Vésinet, où réside Cécile Chaminade et le père de son ami Georges Bizet,. Le temple a pour architecte Eugène Rouyer et comme sculpteur M. Boudin. Il est inauguré le 20 juin 1880 par les pasteurs Ernest Dhombres et Napoléon Peyrat, ministre au temple protestant de Saint-Germain-en-Laye,. 
En 1912 sont installés des vitraux ainsi qu'un orgue du facteur Cavaillé-Coll. L'orgue est restauré en 1980 et les vitraux en 1995.
Le temple est agrandi en 1967, avec déplacement du fond, construction des ailes et d'un bâtiment supplémentaire,. Le temple est recensés à l'inventaire général du patrimoine culturel depuis 1987. En 2002 sont installés deux nouveaux vitraux moderne, abstraits, réalisés par les élèves de l'École nationale supérieure des arts appliqués et des métiers d'art.

## Architecture
L'édifice est en pierre de taille et meulière, de plan en croix. Le porche est surmonté d'une boiserie représentant un Bible ouverte au milieu de lauriers, symbole traditionnel des temples protestants. S'y inscrit sur la page de gauche « La Sainte Bible » et sur la page de droite un verset de l'Évangile selon Jean 6, 68 : « Tu as les paroles de la vie éternelle. - St. Jean. VI.68. ». Une rosace à huit pétales apporte de la lumière.
L'intérieur est sobre et dépouillé. Les vitraux représentent en médaillon des personnages de la Bible : Moïse avec ses tables de la Loi, Élie, Jésus de Nazareth sous la forme du Bon Pasteur et bénissant avec une Bible indiquant l'alpha et l'omega, les apôtres Pierre, Paul et les évangélistes Matthieu, Marc, Luc et Jean, portant chacun leur emblème tétramorphe. Un panneau en bois fait mémoire des paroissiens morts pendant la Première guerre mondiale.